# A-ha

a-ha — норвежская группа, созданная в 1982 году в Осло и работающая в стиле синти-поп, появившемся на излёте «новой волны». Музыке a-ha присущи графичный, холодноватый («скандинавский») стиль, синтезаторно-гитарное звучание, выразительная балладная мелодика.
a-ha продали свыше 80 миллионов экземпляров своих альбомов и 15 миллионов синглов по всему миру. Группа выиграла множество наград от MTV Video Music Awards, их клип на композицию «Take On Me» победил в таких номинациях как: «Лучшее видео дебютанта», «Лучшее концептуальное видео», «Лучшая постановка», «Most Experimental Video», «Лучшие спецэффекты», «Viewer’s Choice». Видеоклип на песню «The Sun Always Shines on TV» получил награду в номинации «Best Editing».

## История

### Школьный ансамбль «Bridges»
Будущие участники группы Пол Воктор и Магне Фурухолмен начали играть ещё в юности, когда им было двенадцать и десять лет, соответственно. Они играли в различных коллективах, пока в 1976 году они решили собрать группу, назвав её «Bridges». К ним присоединились Вигго Бонди (Viggo Bondi) и Остин Йеванорд (Oystein Jevanord). Когда на их пути впервые встретился будущий лидер-вокалист «a-ha» Мортен Харкет, он был всего лишь одним из посетителей концертов группы «Bridges». Ему понравилась музыка, и он познакомился с Вигго, а затем и с остальными участниками. После очередного выступления «Bridges», он возвращался домой вместе с Магне и у них состоялся достаточно продолжительный и откровенный разговор, во время которого выяснилось, что у них много общего — жизненная философия, творческие взгляды. В то время Мортен пел в группе «Soldier Blue». В 1980 году у «Bridges» вышел альбом «Fakkeltog», который успеха не имел.
Магне слышал о Мортене и знал, что он хороший вокалист. Но прошло ещё немало времени, прежде, чем Магне связался с Мортеном и предложил присоединиться к ним. К тому времени Пол и Магне уже выросли из рамок «Bridges», их уже не устраивали выступления на школьных вечеринках и т. п. Они хотели уехать в Англию, а остальные участники группы — нет. Они предложили отправиться с ними и Мортену, но тот был доволен тем, что имел, и тоже отказался.
В 1982 году Пол и Магне вдвоём отправились в Лондон, чтобы продолжить свою музыкальную карьеру. Пробыв в столице Великобритании восемь месяцев, они, потратив все свои сбережения, разочарованные вернулись на родину.
В сентябре 1982 года они вновь предложили Мортену присоединиться к ним в качестве вокалиста, и тот согласился. Дома у родителей Пола молодые люди записали несколько демо. Придумано было и новое, краткое, лёгкое и запоминающееся имя для группы — «a-ha». На самом деле это было названием для очередной песни, и Пол выбирал между «a-ha» и «a-hem». Мортен случайно заглянул в записную книжку Пола и, увидев слово «a-ha», сказал: «Это чудесное название. Это именно то, как мы должны называться сами!»
Теперь они отправились в Лондон втроём. И на этот раз у них все складывалось совсем не так, как они ожидали. Они обзванивали студии, рассылали свои кассеты и начало вроде было обнадёживающим. Они встретились с представителями «Decca Record Company», которые сказали, что музыка неплоха, однако никакого договора не предложили. А вот представителей издательства «Lionheart» их музыка заинтересовала всерьёз. Однако дела пошли не совсем гладко, а точнее плохо. В итоге дошло до того, что для того, чтобы воспользоваться ванной комнатой, приходилось выкручивать лампочку в гостиной. И им опять пришлось вернуться в Норвегию, чтобы заработать немного денег. По возвращении они решили прекратить сотрудничество с «Lionheart».

### Hunting High and Low
Тройка решила переписать свои демо-ленты и арендовала на последние деньги неплохую студию звукозаписи, в которой их все устроило. Владельцем студии был Джон Рэтклифф. За пять дней они смогли записать только две песни, но когда Джон услышал их, он был впечатлён результатом. Он связался со своим знакомым Терри Слейтером, у которого имелись связи в музыкальном мире. Так у a-ha наконец появились свои менеджеры, которые и сдвинули дело с мёртвой точки. Представив записи на отделение лейбла Warner в конце 1983 года, группа добилась контракта — менеджеры сразу же увидели в a-ha большой потенциал. В студии появился Тони Менсфилд. Работа однако продвигалась медленно, но наконец, первый альбом группы был записан, и вышел их первый сингл «Take on Me». Результатом стал полный провал. Однако компанию Warner это не смутило. Терри Слейтер уговорил Алана Тарни взяться за «Take on Me». Перемикшированная версия, которая вошла в итоге в альбом, вновь не оправдала надежд, однако и это не остановило Warner: третье издание «Take on Me», совместно с новым и инновационным видеоклипом, продемонстрировали силу вокала Харкета и потенциал самой группы.
В итоге сингл, уже дважды занимавший ведущие позиции в норвежских чартах, стал в стране № 1, а также попал в чарты других стран, заняв в Великобритании вторую строчку, а в Соединённых Штатах — первую. Суммарно, в 36 странах он стал первым. Другим большим хитом стала песня «The Sun Always Shines on T.V.».
Дебютный альбом a-ha «Hunting High and Low» (1985) прочно оккупировал Top 10 и получил премию «Spellemannsprisen» (норвежский аналог Grammy). В записи этого и последующих альбомов a-ha помогали приглашённые музыканты. Популярности группы очень способствовали клипы (a-ha сразу же заинтересовалось MTV), полные интересных визуальных находок. В 1986 году песня «The Sun Always Shines on T.V.» стала хитом № 1 в Англии. Группа была номинирована на премию Grammy в нескольких номинациях и выиграла в категории «Лучшее видео», а в категории «Лучший новый артист» уступила место певице Шадэ. В том же году a-ha отправились в свой первый мировой тур. Hunting High and Low стал одним из самых продаваемых альбомов 1986 года.

### Золотая эра (1986—1995)
В октябре 1986 года музыканты представили на суд публики свой второй альбом «Scoundrel Days», который был принят очень горячо.
Наибольшей известности добились такие композиции, как «Swing of Things» и «I’ve Been Losing You». В 1987 году Полу Воктору предложили сочинить тему для очередного фильма о Джеймсе Бонде. Так на свет появилась «The Living Daylights», ремикс на которую вошёл в третий альбом группы, «Stay on These Roads», который увидел свет в мае (1988). Успех этого диска превзошёл достижения предыдущих: целых пять песен из десяти попали в топ-20, сам альбом занял вторую строчку в британском чарте. Группа отправилась в мировое турне по 74 городам. Альбом разошёлся 4 миллионным тиражом.
После выпуска альбома музыканты решили проявить себя в других видах искусства. В 1987 году Мортен попробовался в роли киноактёра: он снялся в небольшой роли и спел заглавную песню в фильме «Kamilla og tyven», который был показан в норвежских кинотеатрах. В 1989 году Магне решил обнародовать ещё один свой талант — художника. Он выставил свои картины в галерее города Ставангера в Норвегии и получил хорошие отзывы критики.
В 1990 году свет увидел четвёртый альбом группы — «East of the Sun, West of the Moon», который многие поклонники считают лучшим произведением a-ha, хотя на волне новых веяний (хаус, мэдчестер и т. д.) он показался несколько «немодным». На пластинке особенно выделялась первая композиция — кавер-версия прославленной песни из репертуара Everly Brothers «Crying In The Rain». Сами музыканты почувствовали необходимость взять тайм-аут и отложили на несколько месяцев гастрольный тур, который в итоге стал самым успешным туром в истории группы. Особый успех пришёлся на Южную Америку, где на 20 их концертов пришло более 1 млн зрителей. А на одном из концертов в Рио группа побила рекорд посещаемости. a-ha занесены в книгу рекордов Гиннесса, как группа, концерт которой собрал наибольшую аудиторию — 196 000 человек (Бразилия, стадион Маракана, 1991 год). В 1991 году группа издала сборник хитов «Headlines and Deadlines», а также усиленно гастролировала, в том числе посетив Бразилию и выступив на фестивале «Rock In Rio» (по материалам тура был выпущен видеосборник «Live In South America»). Вновь побывать в Бразилии группе довелось в 1992 году. Также Пол женится на своей давней любви Лорин Савой и добавляет к своей фамилии её.
В 1993 году команда выпустила свой пятый альбом — «Memorial Beach», единственной известной вещью из которого стала «Move To Memphis». Диск коммерческого успеха не имел — одни сочли его слишком мрачным, другие — чересчур авангардистским, третьи — откровенно слабым. При этом английский журнал Q назвал Пола Воктора-Савоя одним из наиболее выдающихся песенных композиторов в современной музыке. Мортен Харкет начал работать над собственным проектом «Poetenes Evangelium». Выпуск сингла «Shapes That Go Together» (1994) поставил точку на определённом этапе творчества группы. Начали возникать конфликты внутри группы, также появились и разногласия со звукозаписывающей компанией. a-ha отыграли на фестивале «Белые ночи» в Санкт-Петербурге, а затем Пол, Мортен и Магне занялись собственными делами. Магне стал уделять основное внимание живописи и скульптуре, устраивая выставки в престижных музеях; кроме того, под именем Timbresound он в 1994 году со своим другом Кьетилом Беркестрандом записал инструментальный саундтрек-альбом к фильму «Ten Knives In The Heart» (в последующие годы проект издал ещё два альбома). Мортен Харкет в 1995 году записал второй сольный альбом «Wild Seed» (стал номером 1 в Норвегии), за которым последовал «Vogts Villa». Кроме того, Харкет очень удачно продвинулся по бизнес-линии. Пол и его жена Лорин сформировали собственную группу, назвав её Savoy.

### После воссоединения
В 1998 году a-ha вновь собираются вместе. Они приглашены принять участие в концерте-чествовании нобелевских лауреатов, который стал проводиться с 1994 года. a-ha сыграли две вещи: «The Sun Always Shines on T.V.» и «Summer Moved On», а затем вернулись в студию. Результатом всего стал их новый альбом «Minor Earth Major Sky», вышедший в 2000 году. Альбом становится платиновым и целых четыре песни занимают место № 1 в чартах: «Minor Earth Major Sky», «Velvet», «The Sun Never Shone That Day» и «Summer Moved On».
Хотя на долю группы досталось и критики, за клип «Velvet», в котором усмотрели потакание некрофилии. В 2001 году a-ha вновь выступают на нобелевском концерте, где исполняют «Differences» и «Hunting High and Low». В следующем году выходит новый альбом «Lifelines» и сразу становится платиновым в Норвегии. Два сингла попадают в топ-5 — «Forever Not Yours» и «Lifelines».
Концертный альбом с их тура 2002 года, названный «How Can I Sleep With Your Voice In My Head», был выпущен в марте 2003. В 2004 выходит книга «The Swing Of Things», вместе с которой также шёл компакт-диск с ранними демонстрационными (демо) записями. В том же году a-ha отмечает двадцатилетие группы и выпускает новый сборник всех хитов «The Definitive Singles Collection 1984–2004». Эта компиляция возвращает их в топ-20 лучших альбомов Великобритании. Альбом занимает тринадцатое место и получает статус «золотого».
2 июля 2005 a-ha выступает в Берлине, на концерте Live 8 перед аудиторией почти 200 тыс. человек. Своё выступление они открыли песней «Hunting High and Low», далее последовала «Take on Me». Однако у Мортена появились некоторые затруднения, так как он не слышал сам себя и был вынужден попросить двухминутный перерыв, в течение которого прокомментировал причину появления на Live 8. Намеченные две минуты стали почти семью, и третья песня, «Summer Moved On», стала последней, хотя планировалось исполнение четырёх песен, однако время на выступление группы закончилось и организаторы попросили их покинуть сцену.
12 сентября 2005 a-ha дали концерт на Ирвин Плаза (англ. Irving Plaza) в Нью-Йорке, билеты на который были распроданы мгновенно. Это был первый концерт группы в Северной Америке с 1986 года. С 1993 года в Северной Америке не вышло ни одного релиза группы.
27 августа 2005 года группа играла концерт для 120 тыс. человек в парке Frogner (норв. Frognerparken) в Осло, он стал самым посещаемым концертом, когда-либо данным в Норвегии.
4 ноября 2005 года группа выпустила свой восьмой студийный альбом «Analogue». Британский выпуск сингла «Analogue (All I Want)» принёс a-ha попадание в топ-10 хитов в Великобритании впервые после 1988 года. В записи альбома принимал участие Грэм Нэш из Crosby Stills & Nash. Как бэк-вокалист он участвовал в записи песен «Over the treetops» и «Cosy Prisons». Видео для песни «Celice» вызвало критические высказывания за своё сексуальное содержание.
В 2006 году a-ha записывает кавер-версию песни Джона Леннона «#9 Dream», для организации Amnesty International (Международная амнистия). Она вошла в альбом «Make Some Noise», который был выпущен в июне 2007.
30 октября 2006 в Лондоне a-ha получили престижную премию журнала Q за их большой вклад в музыку и за вдохновение, которое они давали многим молодым начинающим музыкантам. 15 сентября 2007 a-ha сыграли бесплатный концерт в Киле в Германии. Группа играла на плавающей сцене в гавани. Трансляция этого концерта вживую передавалась в Интернете сервисом MSN.
24 января 2009 года a-ha выиграли норвежскую премию «Spelleman award» за хит всех времён в честь 50-й годовщины выхода первого официального хит-парада в Норвегии. Они победили с песней «Take on Me».
20, 21 и 22 мая 2008 года Мортен Харкет, Магне Фурухольмен и Пол Воктор-Савой дали концерты в Осло. Они исполняли «Train of Thought», «Take on Me», а также две совершенно новые песни — «Riding the Crest» и «Shadowside», которые анонсировали новый альбом «Foot of the Mountain».
24 апреля 2009 года a-ha приятно удивили своих поклонников, выпустив новый сингл «Foot of the Mountain», премьера которого на норвежском радио состоялась в тот же день. Сам сингл был закончен только предшествующей ночью. Основой песни послужила композиция Магне Фурухольмена «The Longest Night», которую можно услышать на его сольном альбоме «A Dot of Black In The Blue Of Your Bliss». 22 мая сингл был выпущен в Германии. Группа представила его, исполнив 21 мая во время финала конкурса «Germanie’s Next Topmodel» на арене «Lanxess» в Кёльне.
12 июня 2009 года вышел девятый студийный альбом группы «Foot of the Mountain». Материал альбома отметил возвращение к популярному стилю синти-поп, подобно ранним работам группы. При создании альбома группа сотрудничала с таким успешным продюсером, как Стив Осборн, который продюсировал альбомы для таких исполнителей как New Order, Starsailor, Doves, Elbow, и U2. «What There Is», более ранний сингл Магне, был заново записан для этого альбома. «Foot of the Mountain» ворвался в немецкий чарт альбомов сразу на первое место, в британском чарте он стал пятым и дебютировал в европейском чарте лучших продаваемых альбомов по версии Billboard на восьмом месте.

### Прощальный тур
15 октября 2009 года было официально объявлено о планируемом распаде группы по окончании гастрольного турне «Ending on a high note» («Прощание на высокой ноте») 1—3 декабря 2010 года.
14 июня 2010 года группа представила прощальный сингл «Butterfly, Butterfly (The Last Hurrah)», который вошёл в альбом 25 (компиляция лучших песен). Релиз 25 состоялся 19 июля. Песня «Butterfly, Butterfly (The Last Hurrah)» была написана Полом Воктором-Савоем и спродюсирована Мартином Терефе.
2 ноября 2010 года, в рамках мирового турне, группа a-ha выступила с концертом в Вильнюсе в Литве. 4 ноября — концерт в Киеве. Общаясь с публикой, Магне Фурухольмен крикнул в микрофон «дякую» и «спасибо». 6 ноября a-ha выступила с концертом в Минске. 9 ноября a-ha дали свой прощальный концерт в Москве. 11 ноября музыканты выступили в Санкт-Петербурге. Композиция «Hunting High and Low» на всех этих концертах была исполнена группой хором вместе с публикой. Концерты сопровождались показом клипов на исполняемые песни. Группа распалась 4 декабря 2010 года после заключительного концерта в Осло.
21 августа 2011 года a-ha выступили на концерте памяти жертв терактов в Норвегии с песней «Stay on These Roads».

### Второе воссоединение (2015 — настоящее время)
В декабре 2014 года на официальном сайте группы www.a-ha.com объявлено о том, что в сентябре 2015 года, в честь 30-летия выхода первого альбома группы Hunting High And Low (1985), группа воссоединится на некоторое время и выступит на фестивале «Rock in Rio». Кроме того будет продолжена серия люксовых изданий альбомов группы, включающих в себя редкие треки и видео.
В марте 2015 года объявлено о воссоединении группы на два года. 25 марта 2015 года в Берлине состоялась пресс-конференция, где была анонсирована дата выхода нового альбома Cast In Steel. 1 июля 2015 года был выпущен сингл с него — «Under The Make-up», причём первый признак жизни вновь соединившегося коллектива был омрачён конфузом. Рисунок, использованный для официальной обложки сингла, практически один в один повторял изображение на обложке сингла «I’m a Renegade» итальянского R’n’B-певца Виктора Чессано (Victor Chissano). Старт продаж «Under the Make-up» был намечен на 3 июля, однако во избежание проблем с авторскими правами его пришлось перенести. Менеджер a-ha Харальд Виик поблагодарил фанатов группы за предоставленную информацию, посетовал на досадное совпадение и отметил, что не обвиняет в нём дизайнеров.
В апреле 2016 года в интервью швейцарской газете Blich.ch Мортен Харкет заявил, что после концерта в Бергене 7 мая 2016 года группа распадётся окончательно, тем самым делая Cast in Steel финальным альбомом a-ha Однако в декабре 2016 группа заявила, что в 2018 году собирается отправиться в акустический тур, записать альбом соответствующего звучания и сделать концертную видеозапись, релиз которых запланирован на ноябрь 2017 года. Альбом, получивший название «Summer Solstice (MTV Unplugged)», вышел 6 октября 2017 года.
На осень 2022 года был запланирован выпуск новых альбома и фильма под одинаковым названием True North.

## Состав
- Мортен Харкет (Morten Harket; род. 14 сентября 1959) — вокал, гитара, тексты, музыка.
- Пол Воктор-Савой (Paul Waaktaar-Savoy; род. 6 сентября 1961) — гитара, ударные, бэк-вокал, тексты, музыка.
- Магне Фурухольмен (Magne Furuholmen; род. 1 ноября 1962) — клавишные, гитара, бэк-вокал, тексты, музыка.

### Участники туров
- Эрик Юнггрен (Erik Ljunggren) — программирование/клавишные/бас-гитара (2009—2010, 2011, 2015—настоящее время)
- Карл-Олуф Веннерберг (Karl-Oluf Wennerberg) — ударные (2009—2010, 2011, 2015—настоящее время)
- Эвен Орместад (Even Ormestad) — бас-гитара (2015—настоящее время)
- Хьетиль Бьеркестранн (Kjetil Bjerkestrand) — клавишные (эпизодически)
- Пер Линдвалл (Per Lindvall) — ударные (2000—2007)
- Свен Линдвалл (Sven Lindvall) — бас-гитара (2000—2007)
- Кристер Карлсон (Krister Karlsson) — клавишные (2000—2007)

## Дискография
- Hunting High and Low (1985)
- Scoundrel Days (1986)
- Stay on These Roads (1988)
- East of the Sun, West of the Moon (1990)
- Memorial Beach (1993)
- Minor Earth Major Sky (2000)
- Lifelines (2002)
- Analogue (2005)
- Foot of the Mountain (2009)
- Cast in Steel (2015)
- Summer Solstice (MTV Unplugged) (2017)
- True North (2022)